# Eliáš z Conques
Svatý Eliáš z Conques byl v 9. století benediktinský mnich a opat.

## Život
Vstoupil do kláštera Sainte-Foy de Conques kde byl zvolen opatem. 
Kolem roku 838, daroval král Pipin I. Akvitánský pozemek, kde Eliáš nechal postavit nový klášter v Conques.
Zemřel okolo roku 900. Jeho svátek se slaví 30. prosince.